# 삼척남초등학교
삼척남초등학교는 대한민국 강원특별자치도 삼척시에 있는 초등학교다.

## 학교 연혁
- 1970.12.31 삼척남국민학교 설립인가
- 1971.05.06 삼척남국민학교개교(8학급)
- 1971.09.01 신축교사로 이전
- 1981.03.03 병설유치원설립(1학급)
- 1996.03.01 삼척남초등학교로 개명
- 2003.12.20 강원도교육청 학교경영 우수학교 표창
- 2007.03.01 병설유치원 종일반 개설
- 2007.05.06 삼척남정보관 개관
- 2008.08.09 초등보육교실 신설
- 2009.03.01 강원도삼척교육청 지정 방과후학교 운영 연구학교(1/1)
- 2009.09.01 하반기 교원능력개발평가 선도학교
- 2009.12.31 강원도교육청 교육활동 유공학교 표창
- 2009.12.31 강원도삼척교육청 방과후학교 운영 우수교 표창
- 2009.12.31 강원도삼척교육청 학교운영위원회 운영평가 우수학교 표창
- 2010.03.01 강원도삼척교육청 지정 유치원 운영 연구학교(1/1)
- 2012.02.29 삼척남초등학교 병설유치원 폐원
- 2013.09.01 제17대 이영선 교장 부임
- 2015.02.13 제43회 졸업식 거행(4명 졸업/총 1,750명)
- 2015.03.01 5학급 편제